# Dictadura militar del Brasil (1964-1985)
La dictadura militar brasilera va ser el règim instaurat al Brasil l'1 d'abril de 1964 i que va mantenir-se en el poder fins al 15 de març de 1985, sota comandament de successius governs militars. De caràcter autoritari i nacionalista, la dictadura va tenir inici amb el cop militar que va esfondrar el govern del president João Goulart. El règim va acabar quan José Sarney va assumir la presidència, el que va donar inici al període conegut com Nova República (o Sisena República).

## Història

Lectura de l'Acte Institucional n. 1. Donava poders al règim per suspendre els drets polítics, cassar mandats legislatius i obrir investigacions contra dissidents.

Malgrat les promeses inicials d'una intervenció breu, la dictadura militar va durar 21 anys. La repressió es va anar intensificant per mitjà de la publicació de diversos Actes Institucionals, decrets equivalents en rang a una esmena constitucional. La Constitució de 1946 va ser substituïda per la Constitució de 1967 i, alhora, el Congrés Nacional va ser dissolt, les llibertats civils van ser suprimides i va ser creat un codi penal militar que permetia que l'Exèrcit i la Policia Militar poguessin arrestar i empresonar persones considerades sospitoses, a més d'impedir les revisions judicial.
El règim va adoptar una directriu nacionalista, desenvolupista i anticomunista. La dictadura va arribar al zenit de la seva popularitat en la dècada de 1970, quan va tenir lloc el "miracle econòmic". Simultàniament, el règim censurava tots els mitjans de comunicació del país i torturava i exiliava dissidents.

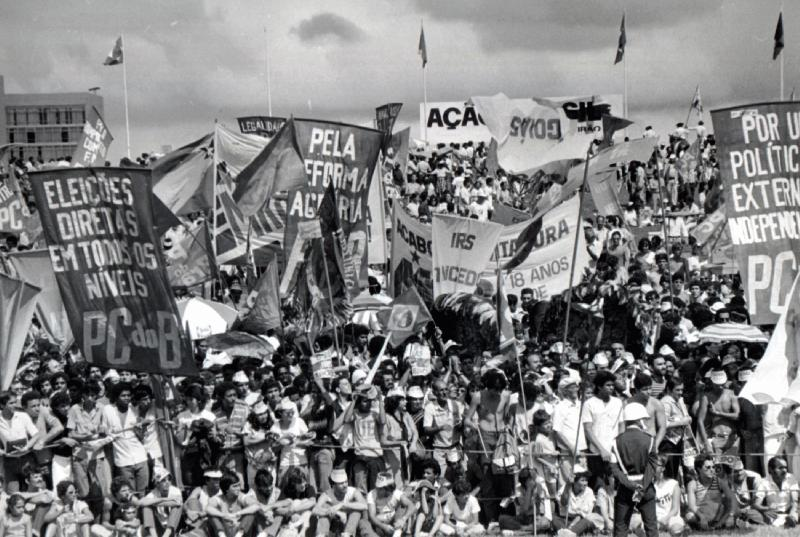
Manifestació popular del moviment Diretas Já (1983-1984), que exigia eleccions lliures al país.

En la dècada de 1980, la dictadura brasilera va entrar en decadència quan el govern no va poder seguir estimulant l'economia, controlar la hiperinflaçió crònica i els nivells creixents de desigualtat econòmica i pobresa provinents del seu projecte econòmic, el que va donar impuls a un moviment popular de suport a la reinstauració democràtica al país. El govern va aprovar una Llei d'Amnistia per als crims polítics comesos per i contra el règim, i les restriccions a les llibertats civils van relaxar-se. El 15 de gener de 1985 es van celebrar eleccions presidencials, encara sota sufragi indirecte, amb candidats civils i militars. El vencedor va ser Tancredo Neves, però va emmalaltir abans de la cerimònia de presa de possessió i la presidència de la república va recaure en José Sarney.
El mandat de Sarney va complir amb gran part de les promeses electorals: va decretar el sufragi directe en totes les eleccions al país, va legalitzar els partits prohibits per la dictadura i va convocar l'assemblea constituent que aprovaria una nova Constitució el 1988. Des de llavors, les Forces Armades van tornar al seu paper institucional: la defensa de l'Estat, la garantia dels poders constitucionals i (per iniciativa d'aquests poders) la preservació de la llei i de l'ordre.

## Conseqüències

Càrrega policial contra una manifestació estudiantil en el 4t aniversari del cop militar.

La dictadura militar brasiler va inspirar a la resta de règims totalitaris de l'Amèrica Llatina, a través de la sistematització de la Doctrina de la Seguretat nacional, que justificava les accions militars en temps de crisi. A mitjans dels anys setanta, es va aliar secretament a altres règims sud-americans d'extrema dreta, com l'Stronato del Paraguai, la dictadura de Pinochet a Xile, la dictadura de l'Uruguai i el Procés de Reorganització Nacional, mitjançant la implementació de l'Operació Còndor.
Malgrat que el combat als opositors del règim va estar marcat per tortures i assassinats, les Forces Armades sempre van mantenir un discurs negacionista. S'estima que va haver-hi 434 morts i desapareguts polítics durant el règim, a més d'un genocidi de pobles nadius que va matar més de 8.300 indígenes brasilers.